# Ciamannacce
Ciamannacce (en corso Ciamannaccia) es una comuna francesa del departamento de Córcega del Sur, en la colectividad territorial de Córcega.

## Demografía
| 144 | 160 | 132 | 115 | 93 | 134 | 134 | 134 |
| Para los censos de 1962 a 1999 la población legal corresponde a la población sin duplicidades (Fuente: INSEE [Consultar]) |     |     |     |    |     |     |     |